# Casa del Littorio (Prato)

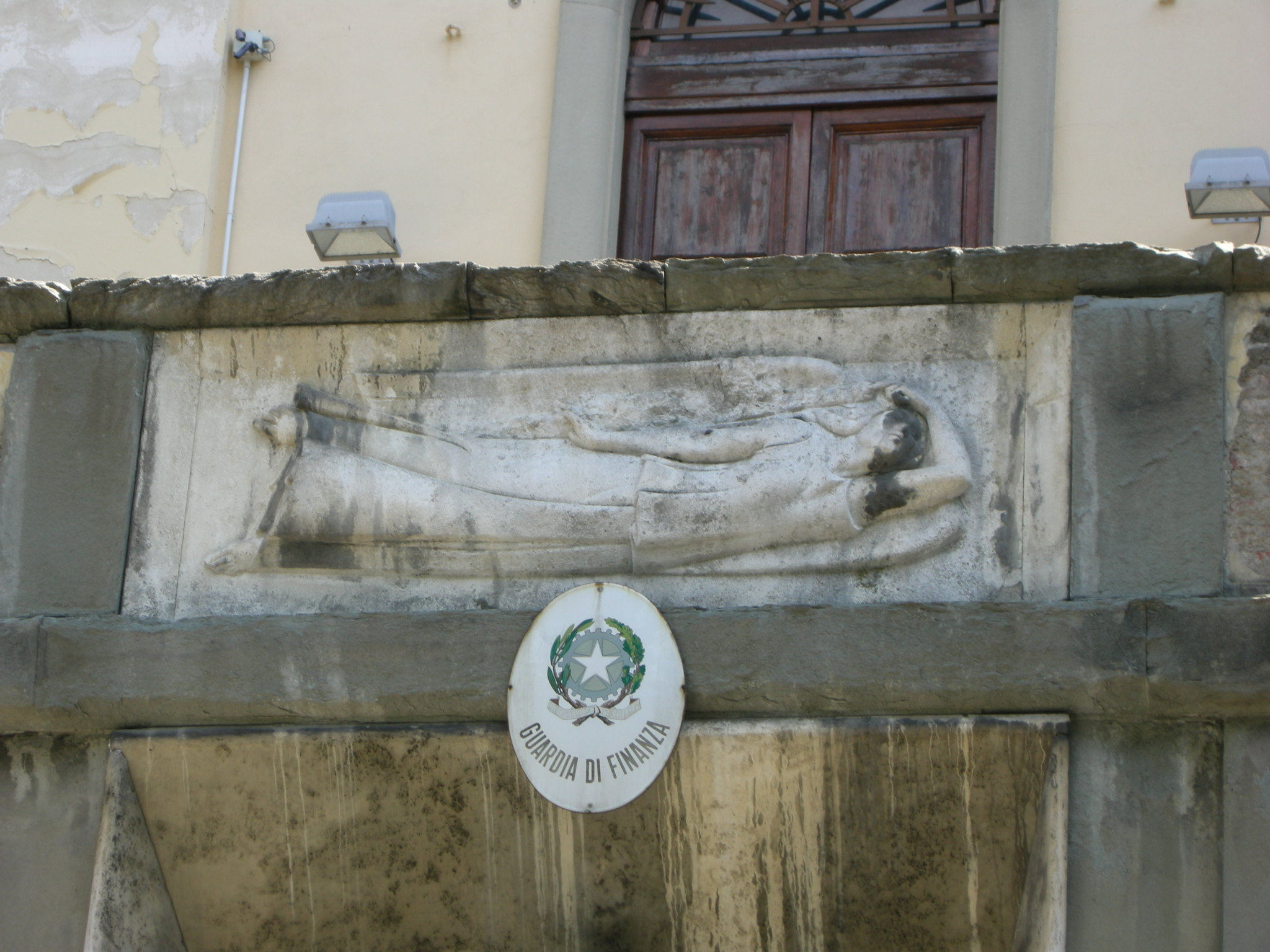
Il bassorilievo

La ex-casa del Fascio di Prato si trova in piazza Mercatale 111/113.

## Storia
Il concorso per la casa del Littorio di Prato, da costruirsi sulla piazza Mercatale sull'area di circa 600 m2. occupata dai vecchi tiratoi, fu indetto nel febbraio 1930. La commissione giudicatrice era composta dagli architetti fiorentini Ezio Cerpi e Raffaello Fagnoni, dallo scultore Antonio Maraini, dal pittore Ardengo Soffici e dallo scrittore Curzio Malaparte. Il bando di concorso, firmato dal segretario del Fascio di Prato, Brunellesco Bacci, richiedeva un'architettura che armonizzasse con il costruito della piazza e rivelasse, mediante una espressione rigorosa delle forme, "il decoro e l'austerità della funzione". L'edificio doveva svilupparsi su due piani fuori terra e articolarsi in trenta ambienti interni con un salone principale di circa 100 m2., per un preventivo di spesa non superiore al milione di lire.
Ritenendo fondamentale, secondo le raccomandazioni di Soffici, che il nuovo edificio rispettasse l'ambiente della piazza e conservasse la linea di continuità delle fronti di cui il fabbricato dei tiratoi - da abbattere - costituiva una componente di rilievo, la Commissione eliminava dodici dei quindici progetti presentati, premiando infine il progetto dell'architetto Brunetto Chiaramonti di Firenze. Appaltata l'opera, la casa del Littorio venne realizzata tra il 21 aprile e l'ottobre 1932 ed inaugurata il 26 ottobre di quell'anno alla presenza del Ministro dei lavori pubblici Aroldo di Crollalanza.

## Contesto urbano
L'edificio costituisce una delle quinte che chiudono la piazza Mercatale. Gli è contiguo il fabbricato settecentesco che chiude il lato est della piazza, mentre di fronte, dall'altra parte del giardino pubblico, il fianco della chiesa di San Bartolomeo presenta con l'ex casa del Littorio alcune affinità coloristiche, per gli inserti di pietra serena nell'impaginazione del fronte.

## Architettura
Di impianto rettangolare molto allungato, l'edificio si articola in un corpo centrale principale, avanzato e connotato in senso monumentale, e due ali laterali. Si eleva su tre piani fuori terra oltre ad un alto seminterrato.
Al pian terreno sono ospitati il comando e gli uffici della Guardia di finanza, mentre il primo ed il secondo piano sono dal 1985 circa sede dell'Ufficio del registro (precedentemente vi era insediata l'Intendenza di finanza).

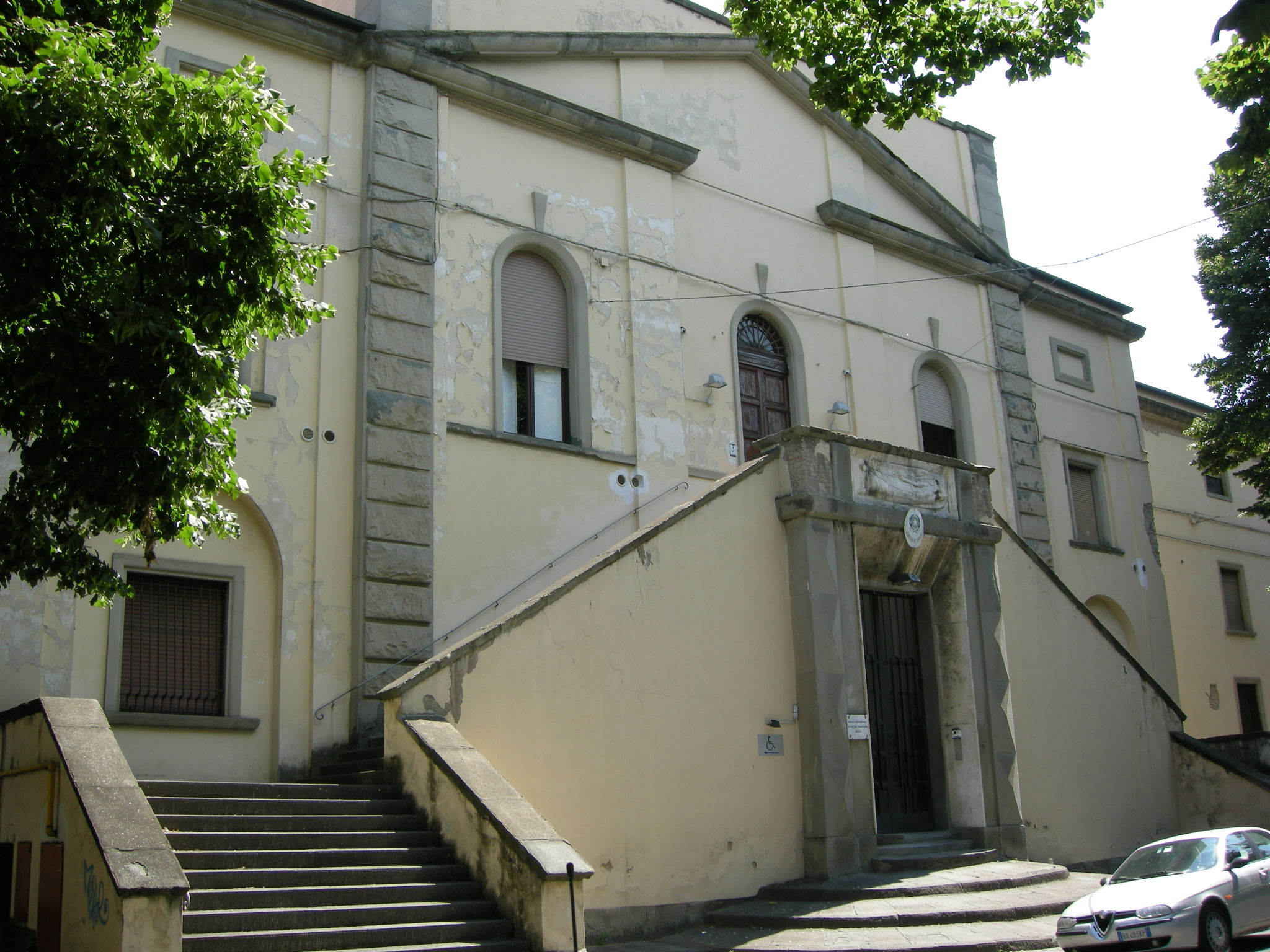
La doppia rampa

I due corpi laterali, originariamente concepite come logge per le adunate, sono state tamponate e sopraelevate di un piano nel secondo dopoguerra per la nuova destinazione ad uffici pubblici. Attualmente si presentano come semplici volumi parallelepipedi coperti a tetto, segnati da una esigua fascia basamentale in bozze - alquanto deteriorate - di pietra serena, scanditi da file regolari di quattro finestre rettangolari incorniciate, e conclusi da uno spesso cornicione modanato aggettante, ancora in pietra serena.
I settori terminali, chiusi anche originariamente, presentano due avanzamenti rispetto al filo di parete, a mo' di lesene a tutta altezza. Le testate presentano file di due bucature cui si aggiunge, al centro del primo piano, un balconcino sorretto da mensole e a cui si sostituisce, al pian terreno della testata di destra, un portone incorniciato.
Il corpo di fabbrica principale risulta a sua volta tripartito in due più stretti settori laterali, su cui si attesta la prima rampa della scalinata esterna, ed un fronte centrale inquadrato da file di bozze rustiche in pietra serena, coronato da un attico con timpanatura profilata in pietra.
La connotazione monumentale del corpo principale è data dall'avancorpo della doppia scalinata in pietra a due rampe cordonate, i cui ripiani sono attualmente pavimentati in marmo.
Al centro dell'avancorpo si apre, preceduto da un'altra scalinata semicircolare, il portale di accesso al pian terreno, strombato, fiancheggiato da bozze di pietra serena tagliate a punta di diamante e sovrastato da un bassorilievo inserito nel parapetto del ripiano centrale superiore.
Nei due stretti settori laterali si disegna una fila verticale di finestre, di cui la prima inserita all'interno di una arcata tamponata e l'ultima, di più piccole dimensioni, cieca.
Il fronte centrale è a sua volta tripartito dalla presenza di due lesene sulle quali si interrompe la cornice di base della timpanatura.
Vi si aprono il portone centrale e due finestre sottolineate da un lungo davanzale. Le tre aperture presentano una centina a tutto sesto, cornice in pietra serena e un sottile concio in chiave d'arco.
Sulla facciata posteriore, non perfettamente visibile data l'impossibilità di accedere al resede retrostante di competenza della Guardia di finanza, il corpo centrale del fabbricato presenta un andamento planimetrico a "C", formato da due stretti avancorpi bucati sulle facce laterali da una fila verticale di finestre e decorati sulle testate dalla presenza di una nicchia incorniciata all'altezza del primo piano e di un sottostante frontoncino in pietra serena. I volumi laterali presentano una scansione regolare di finestre rettangolari.

## Interni
L'interno dell'edificio, di cui è stato possibile visitare soltanto i locali dell'Ufficio del registro, non conserva decorazioni originali.
Il vestibolo comprende in altezza (m. 6,05) i piani primo e secondo e comunica con un lungo corridoio posto sul lato posteriore che disimpegna i diversi vani per l'intera lunghezza del fabbricato.
Sulla sinistra, un ambiente aperto e stondato contiene una scala in pietra a rampa unica aperta a ventaglio, di collegamento con il secondo piano.
Una scaletta a chiocciola, racchiusa in un vano, collega a sua volta il secondo piano al sottotetto dell'attico, mentre nella testata di destra una scala a pozzo consente il collegamento interno di tutti i piani e l'uscita all'esterno dal portone segnato con il numero civico 113.

## Fortuna critica
Per i giornali dell'epoca, l'opera conciliava "i principi inderogabili del classicismo con le esigenze di un'arte nuova", riaffermando una "genialità" ed un "equilibrio e misura tutta toscana".
Pur riconoscendovi alcune interessanti soluzioni soprattutto per quanto riguarda l'ambientazione ed il rapporto con il fiume e le mura urbane, è stato di recente avvertito dalla critica il "corto respiro provinciale e i molti limiti stilistici" della costruzione, ispirata "agli scaduti modelli formali dei primi anni Venti" e risolta in una ennesima trascrizione del formulario neo-manieristico.
Quella che poteva essere considerata "l'unica proposta intelligente" del progetto Chiaramonti, e cioè la presenza delle logge a pian terreno che davano l'effetto di "trasparenza e di cannocchiale" verso il tratto retrostante delle mura urbane, è scomparsa nel secondo dopoguerra per la chiusura delle logge stesse e la riduzione a volumi scatolari dei due corpi di fabbrica laterali.